# Thái Thanh (ca sĩ)
Thái Thanh (5 tháng 8 năm 1934 – 17 tháng 3 năm 2020), tên khai sinh Phạm Thị Băng Thanh, là một nữ ca sĩ người Việt Nam, được xem như một trong những giọng ca tiêu biểu của tân nhạc Việt Nam, được biết đến qua những ca khúc thuộc dòng nhạc tiền chiến, tình khúc 1954-1975.
Trước khi chính thức lấy nghệ danh Thái Thanh, từ thập niên 1950, bà đã đi hát và thành danh từ năm 14 tuổi trong vùng kháng chiến, nổi tiếng cùng ban hợp ca Thăng Long của gia đình. Khi đi hát, tên tuổi của bà thường được gắn liền với các bản nhạc Phạm Duy, như "Áo anh sứt chỉ đường tà", "Bà mẹ Gio Linh", và bản Tình ca.  Vì chất giọng, nhiều danh xưng được đặt cho tiếng hát của bà, nhưng có lẽ được nhiều người nhớ đến nhất là danh xưng "Tiếng hát vượt thời gian" được nhà văn Mai Thảo đặt. Mặc dù không theo học một lớp nhạc chuyên nghiệp nào, chỉ tự luyện giọng từ nhỏ theo các lối dân ca của đồng bằng Bắc Bộ và các sách nhạc tiếng Pháp, Thái Thanh đã tạo ra một trường phái riêng hòa trộn giữa tính chất opera của Tây phương với dân nhạc Việt Nam, ảnh hưởng tới nhiều nữ ca sĩ của thế hệ sau như Mai Hương, Quỳnh Giao, Ánh Tuyết,...
Sau sự kiện 30 tháng 4 năm 1975, bà ở lại Việt Nam. Tuy nhiên, đến năm 1985, bà sang định cư tại Hoa Kỳ và cho phát hành đĩa CD đầu tiên tại hải ngoại. Tại đây bà tiếp tục trình diễn và thâu thanh cho đến khi giải nghệ vào năm 2002. Bà mất vào ngày 17 tháng 3 năm 2020 tại Quận Cam, California, Hoa Kỳ.

## Tiểu sử
Thái Thanh, có tên khai sinh Phạm Thị Băng Thanh, sinh ngày 5 tháng 8 năm 1934 tại làng Bạch Mai, Hà Nội trong một gia đình mà hầu hết các thành viên đều làm nghệ thuật. Cha của bà là Phạm Đình Phụng, có hai người vợ và sinh được năm người con. Trong đó, hai người con của người vợ cả tên Phạm Đình Sỹ, Phạm Đình Viêm, được biết đến với nghệ danh Hoài Trung. Người vợ sau với cha bà có ba người con, tên Phạm Thị Quang Thái, tức Thái Hằng, nhạc sĩ Phạm Đình Chương và bà. Năm 1950, cả gia đình bà vào tản cư vào vùng Chợ Đại, Thanh Hóa. Đến năm 1951, khi hai vợ chồng nhạc sĩ Phạm Duy và Thái Hằng vào Sài Gòn sinh sống, những thành viên trong Ban hợp ca Thăng Long, trong đó có bà, cũng đã đi theo.
Năm 1956, bà kết hôn với tài tử Lê Quỳnh tại Sài Gòn. Họ quen biết nhau qua sự mai mối và có năm người con, có ba người con gái và hai người con trai, tuy nhiên sau đó năm 1965 thì hai vợ chồng bà ly dị. Vì vậy, bà không muốn cho các con theo nghề ca hát vì sợ đời nghệ sĩ sẽ khổ. Tuy nhiên, sau này bà có hai người con đã bước vào con đường nghệ thuật, trong đó có ca sĩ Ý Lan, và là con gái cả. Ngoài ra, bà còn là dì của ca sĩ Duy Quang, Thái Hiền, Thái Thảo và nhạc sĩ Duy Cường;  và có một người cháu gọi bằng "cô" là ca sĩ Mai Hương.
Sau năm 1975, bà ở lại Việt Nam. Cho đến 10 năm sau, năm 1985, bà sang Hoa Kỳ định cư. Bà qua đời vào ngày 17 tháng 3 năm 2020 tại Orange, Nam California, Hoa Kỳ, hưởng thọ 86 tuổi. Gia đình bà đã quyết định không tổ chức tang lễ để tránh tụ tập đông người do dịch COVID-19.

## Sự nghiệp ca hát

### Khi còn tham gia kháng chiến
Thái Thanh đã bắt đầu đi hát từ năm 14 tuổi, khi còn ở các chiến khu Việt Minh. Thời kỳ đầu, bà thường hát chung với ca sĩ Thái Hằng với nghệ danh Băng Thanh, và nổi tiếng với các bài tân nhạc thời kỳ đầu, hay các bài dân ca mới của Phạm Duy. Tuy rằng ở vùng kháng chiến, nhưng tiếng hát của bà và Thái Hằng vẫn được phát sóng ở đô thị bài "Quê em miền trung du" của Nguyễn Đức Toàn, trên đài Pháp Á, và được đông đảo người yêu thích. Đến năm 1951, khi chuyển vào Nam sinh sống, bà chính thức lấy nghệ danh Thái Thanh cho giống người chị Thái Hằng.

### Khi về thành
Năm 1951, bà theo gia đình Phạm Duy vào Sài Gòn lập nghiệp trong gánh hát Thăng Long. Lúc ấy bà 16 tuổi, được Phạm Duy huấn luyện, chỉ bảo tận tình về nhạc lý và kỹ thuật, đồng thời cũng tự luyện tập, trau dồi kỹ năng xướng âm của mình. Tại đây bà tiếp tục đi hát với các chủ đề về quê hương và tình cảm đôi lứa. Giọng hát của bà tỏ ra rất thích hợp với các loại nhạc đa dạng của nhạc sĩ Phạm Duy, từ những bài nhạc kháng chiến, nhạc quê hương, nhạc tình, nhạc xã hội, cho tới các bản trường ca đều được bà để lại một dấu ấn lớn. Bên cạnh đó, bà cũng là ca sĩ hát thành công rất nhiều ca khúc tiền chiến xưa, hay nhạc tình đương thời của các nhạc sĩ trẻ hơn.
Bà thật sự nổi tiếng trong thập niên 1950, được rất nhiều giới yêu thích từ giới trí thức cho tới bình dân. Bà được coi như một danh ca tầm cỡ nhất của Việt Nam thời đó. Tiếng hát của bà ngự trị trên khắp các chương trình ca nhạc truyền thanh, truyền hình và các sân khấu của Việt Nam Cộng hòa. Trong giai đoạn đầu thập niên 1970, bà cùng với ban hợp ca Thăng Long thường xuyên biểu diễn tại vũ trường ăn khách Đêm Màu Hồng, Queen Bee,... Tiếng hát của bà còn được biết đến nhiều hơn nữa, qua các dĩa hát của hãng Việt Nam, Sóng Nhạc, Tân Thanh,... và các băng nhạc Shotguns của Ngọc Chánh. Ngoài ra, trong phim Chân trời tím, tiếng hát của bà được xuất hiện với hình ảnh nữ nghệ sĩ Kim Vui đang hát.
Tiếng hát Thái Thanh có thời gian còn được người dân trở thành tiếng lóng để chỉ trình độ tri thức của mỗi người.

### Sau năm 1975
Sau sự kiện 30 tháng 4 năm 1975, Thái Thanh ở lại Việt Nam. Nhà chức trách mới lúc này có mời bà biểu diễn các ca khúc nhạc đỏ, song bà từ chối. Tuy nhiên, sau khi Thanh Tâm Tuyền ra tù, bà vẫn hát cho ông nghe trong tình nghệ sĩ và không xuất hiện trước công chúng.
Năm 1985, Thái Thanh sang Hoa Kỳ định cư cùng với gia đình. Tại đây, bà tiếp tục đi diễn, thu âm và tham gia những đêm nhạc. Bà cũng được mời thu thanh trên nhiều CD của trung tâm Diễm Xưa của ca sĩ Thái Xuân. Bà là khách mời danh dự của nhiều đêm nhạc hội lớn của Paris By Night. Tại quận Cam, California, bà cùng với nhạc sĩ Nghiêm Phú Phi từng mở một lớp dạy hát, đào tạo ra một số ca sĩ trẻ. Cho đến năm 2000], Thái Thanh bị tai biến mạch máu não phải vào bệnh viện chữa trị. Mặc dù bà đã được hồi phục, nhưng đến năm 2002, bà chính thức tuyên bố giải nghệ. Tuy nhiên khoảng thời gian sau đó, thỉnh thoảng bà vẫn tham gia giọng hát của mình vào các đêm diễn với vai trò đặc biệt.
Vào tháng 9 năm 2005, một đêm nhạc thính phòng nhằm mang tên "Vinh danh Thái Thanh, tiếng hát vượt thời gian" được tổ chức tại Montreal, Canada, với sự tham gia của Thái Thanh cùng nhiều ca sĩ nổi tiếng của thế hệ sau như Tuấn Ngọc, Ý Lan, Trần Thu Hà,... Trong đêm nhạc này màn trình diễn của bà được đánh giá là xuất sắc, dù trước đó đã có nhiều nghi ngờ về tuổi tác, cũng như sức khỏe của bà. Năm 2007, bà làm Ban Giám khảo cho cuộc thi tuyển lựa ca sĩ do trung tâm Thúy Nga tổ chức. Bà đã từng có ý định về Việt Nam để tổ chức liveshow, nhưng không thể về được vì lý do sức khỏe.

## Nhận định
Thái Thanh có giọng hát được giới nghiên cứu đánh giá cao, và cũng là đề tài ca ngợi của giới văn nghệ sĩ tại miền Nam trước 1975 và tại hải ngoại sau 1975. 
Nhiều bài báo và nhiều văn nghệ sĩ đã nhận xét rằng, tiếng hát Thái Thanh luôn gắn liền với các nhạc phẩm của Phạm Duy. Trong quyển "Nhà văn Việt Nam, 1940-1970" của Lương Trọng Minh, Thái Thanh được nhận xét đã gắn liền với người Việt Nam suốt hơn 20 năm qua qua nhạc Phạm Duy. Trong quyển "Mười khuôn mặt văn nghệ ngày nay" của Tạ Tỵ, ông đã ví nhạc Trịnh Công Sơn và tiếng hát Khánh Ly như tiếng hát bà và nhạc phẩm của Phạm Duy.
Nhà văn Nguyễn Đình Toàn là tác giả của nhiều bài viết về Thái Thanh, phần lớn là những bài phát biểu cảm tưởng. Qua những bài viết của ông, Thái Thanh được nhận xét là một "trường hợp hãn hữu", và "Máu lửa, chiến tranh, bom đạn, chia cắt, người sống, người chết, nước mắt, mồ hôi, thấm nhập vào âm nhạc của chúng ta như thế nào, đều được phản ánh qua tiếng hát Thái Thanh". Bên cạnh đó, nhiều nhà phê bình, văn nghệ sĩ cũng có những bài nhận định về Thái Thanh. Trong Tuần báo Văn nghệ Tiền phong năm 1974, tiếng hát Thái Thanh được nhận xét như "cái miệng đang nhai tiếng hát thật nhuyễn, cái miệng tràn đầy nghệ thuật". Trong quyển "Phạm Duy đã chết như thế nào?" của Nguyễn Trọng Văn, xuất bản năm 1971, những bài "Đạo ca" của Phạm Duy phải nghe Thái Thanh hát mới thấy cái hay trong bài.
Những bài bình này thường mang tính ca ngợi, trong đó có Thái Thanh - tiếng hát trên trời của Thụy Khuê, Thái Thanh - tiếng mẹ sinh từ lúc nằm nôi của Đỗ Việt Anh, Nụ tầm thanh của Hoàng Hải Thủy,... Tuy nhiên, bà được nhắc đến nhiều hơn với sự trang trọng qua danh xưng Tiếng hát vượt thời gian, một biệt danh mà nhà văn Mai Thảo đã đặt cho bà cuối thập năm năm 1960. Với Khánh Ly, bà xem tiếng hát Thái Thanh như là ngọn hải đăng của mình, và bà đã từng nói rằng, Thái Thanh xứng đáng được xưng tụng diva duy nhất của Việt Nam.
Trong ca khúc Giọt buồn không tên của Tô Giang xuất bản vào năm 1971, Thái Thanh đã được nhắc đến trong một câu hát, "Phòng trà nghỉ chân nghe Thái Thanh ca Biệt ly".

### Một số trích dẫn
Nhà văn Nhã Ca đã từng nhận xét về tiếng hát của bà như sau.
| “ | Trông Thái Thanh thấy cô hát dễ dàng, thoải mái, cô rung động, cô mơ màng, cô buồn, cô giận, cô khóc lóc, cô tung tăng, cô dẫn dắt, lôi cuốn mọi người vui buồn theo cô | ” |

Tiếng hát Thái Thanh, đã được Thích Nhất Hạnh, nhận xét trong quyển "Nẻo về của ý" rằng.
| “ | ....Rồi mấy tuần sau đó, tại đường Doudeauville Ba Lê, họp mặt với các bạn sinh viên bên đó, tôi được vặn cho nghe vài bản nhạc Việt Nam của ban Thăng Long trình diễn. Và trong một giây phút nào đó, nghe giọng cô Thái Thanh, tôi bỗng thấy hiện ra rõ rệt tất cả những cordes vocales nơi cổ họng của cô ca sĩ nổi tiếng mà tôi rất ưa chuộng. Tôi thấy được hết những hạch tuyến nơi cổ họng, những tế bào, những bộ phận lớn nhỏ đã phụ họa với nhau để phát ra những âm thanh trong, ấm, thanh tao và diệu kỳ kia | ” |

Trong một bài báo của Đài Á Châu Tự Do vào năm 2016, một số nhà báo, là bạn tri âm của bà đã nhận xét về tiếng hát Thái Thanh như sau.
| “               | Nghe Thái Thanh hát mới thấy thấm thía thế nào là tiếng mẹ đẻ, nhất là khi nghe Thái Thanh hát bài Tình ca của Phạm Duy. Mỗi chữ Thái Thanh hát ra như một giọt nước mắt của người Việt Nam sống xa quê hương | ” |
| — Trần Mộng Tú. | |   |

| “                    | Thái Thanh với tâm hồn của người Việt Nam trong một giai đoạn nhiễu nhương nhất của thế kỷ 20. Từ một thiếu nữ hát những bản tình ca gây xúc động sang giai đoạn đi hát cũng là giai đoạn có cuộc chiến lầm than nhất của đất nước. Những ca khúc Thái Thanh hát về chiến tranh cho thấy điều quan trọng hơn là quê hương và người Mẹ trong chiến tranh. | ” |
| — Nguyễn Xuân Nghĩa. | |   |

| “                | Thái Thanh khi hát chỉ đối diện vời bản nhạc đó thôi, không để cảm xúc riêng của mình trong đó. Đối với Thái Thanh, nghệ thuật là trên hết khi diễn đạt. Khi nhìn vào một bản nhạc thì biết ngay tác giả muốn nói cái gì, mình đối diện với cái gì, mình sẽ diễn đạt cái gì chứ không phải mình nói tâm trạng của mình. Thái Thanh rất khách quan trong việc trình bày một nhạc phẩm. | ” |
| — Phạm Xuân Đài. | |   |

## Băng đĩa đã thu âm

### Trước năm 1975
Từ khoảng cuối thập niên 1950 đến 1975, Thái Thanh thu âm rất nhiều trên đĩa than 78 vòng, đĩa nhựa 45 vòng, băng reel của các hãng đĩa Việt Nam, Tân Thanh, Sóng Nhạc, Sơn Ca, Shotguns, Thanh Thúy, Phạm Mạnh Cương, Trường Sơn, Cỏ May, Continental, Premier, Diễm Ca, Song Ngọc, Nhật Trường, Trường Hải, Nghệ thuật – Tâm Anh, Nhã Ca, Thương Ca, Trần Ngọc Đức, Bảo Thu, Thùy Dương, Hoàng Trọng, Siêu Âm, Mây Hồng.
- 01. Mây Hồng 6: Ngợi Ca Tình Yêu (28-03-1970) nhạc Phạm Đình Chương, trình bày Ban hợp ca Thăng Long
- 02. Mười bài Đạo Ca (05-05-1971) Phạm Duy thực hiện
  - Pháp Thân
  - Đại Nguyện
  - Chàng Dũng Sĩ và Con Ngựa Vàng
  - Một Cành Mai
  - Lời ru Bú mớm Nâng niu
  - Qua Suối Mây Hồng
  - Giọt Chuông Cam Lộ
  - Chấp Tay Hoa
  - Tâm Xuân
- 03. Băng nhạc Selection: Tiếng Hát Thái Thanh (31-07-1971)
- 04. Jo Marcel đặc biệt: Thái Thanh - Julie (31-07-1971)
- 05. Tơ Vàng 4: Thái Thanh - Tiếng Hát Vượt Thời Gian (08-1971)
- 06. Shotguns 20: Tứ Quý (09-10-1971)
- 07. Thanh Thúy 7: Tiếng hát Thái Thanh (17-06-1972)
- 08. Sơn Ca 10: Tiếng hát Thái Thanh và Ban hợp ca Thăng Long (02-1975)

Phát hành sau 1975
- 09. Tứ Quý (1978) Trung tâm Khánh Ly phát hành
- 10. Shotguns 10: Tiếng hát Thái Thanh (1980)
- Một số CD được trung tâm Hương Xưa sưu tầm lại

### Sau năm 1975
Thu âm từ 1985 đến 2003:
- 11. Ngày xưa Hoàng Thị (1986)
- 12. Quê hương và kỷ niệm (1987)
- 13. Đêm màu hồng (1988)
- 14. Chiều về trên sông (1988)
- 15. Đêm nhớ trăng Sài Gòn (1990)
- 16. Hội trùng dương (1993)
- 17. Dòng thời gian – Thái Thanh và 3 thế hệ (2004)